# Söhrewald
Söhrewald ist eine Gemeinde im nordhessischen Landkreis Kassel.
Die Gemeinde wurde am 1. Dezember 1970 durch den Zusammenschluss der ehemals selbstständigen Gemeinden Eiterhagen, Wattenbach und Wellerode im Rahmen der Gebietsreform neu gebildet. Ihr Name wurde durch die Lage im Mittelgebirge Söhre gewählt. Söhrewald zählt zu den Wohngemeinden von Nordhessen und besitzt kaum Industrie. In der Vergangenheit waren die Söhrewalder Dörfer landwirtschaftlich geprägt.

## Geographie

### Lage
Söhrewald liegt im Südostteil des Landkreises Kassel durchschnittlich rund 13 km (Luftlinie) südöstlich von Kassel inmitten der waldbedeckten Höhenzüge des hessischen Mittelgebirgswaldes Söhre. Seine Ortsteile werden unter anderem von den Fulda-Zuflüssen Fahrenbach und Mülmisch durchflossen. Der am Fahrenbach gelegene Ortsteil Wellerode liegt nördlich des bewaldeten Bergrückens von Hambühlskopf (445,2 m ü. NHN) im Westen und Brandt (441,6 m ü. NHN) im Osten, südlich dieses Rückens befindet sich im Tal des Mülmisch-Zuflusses Wattenbach der Ortsteil Wattenbach und bachabwärts weiter in dieser Richtung an der Einmündung in die Mülmisch liegt der Ortsteil Eiterhagen.

### Nachbarorte
Söhrewald grenzt im Norden an die Gemeinde Lohfelden, im Nordosten an die Gemeinden Kaufungen und Helsa (alle drei im Landkreis Kassel), im Osten an die Stadt Hessisch Lichtenau (Werra-Meißner-Kreis), im Süden an die Stadt Melsungen, im Südwesten an die Gemeinde Körle, sowie im Westen an die Gemeinden Guxhagen (alle drei im Schwalm-Eder-Kreis) und Fuldabrück (im Landkreis Kassel).

### Gliederung

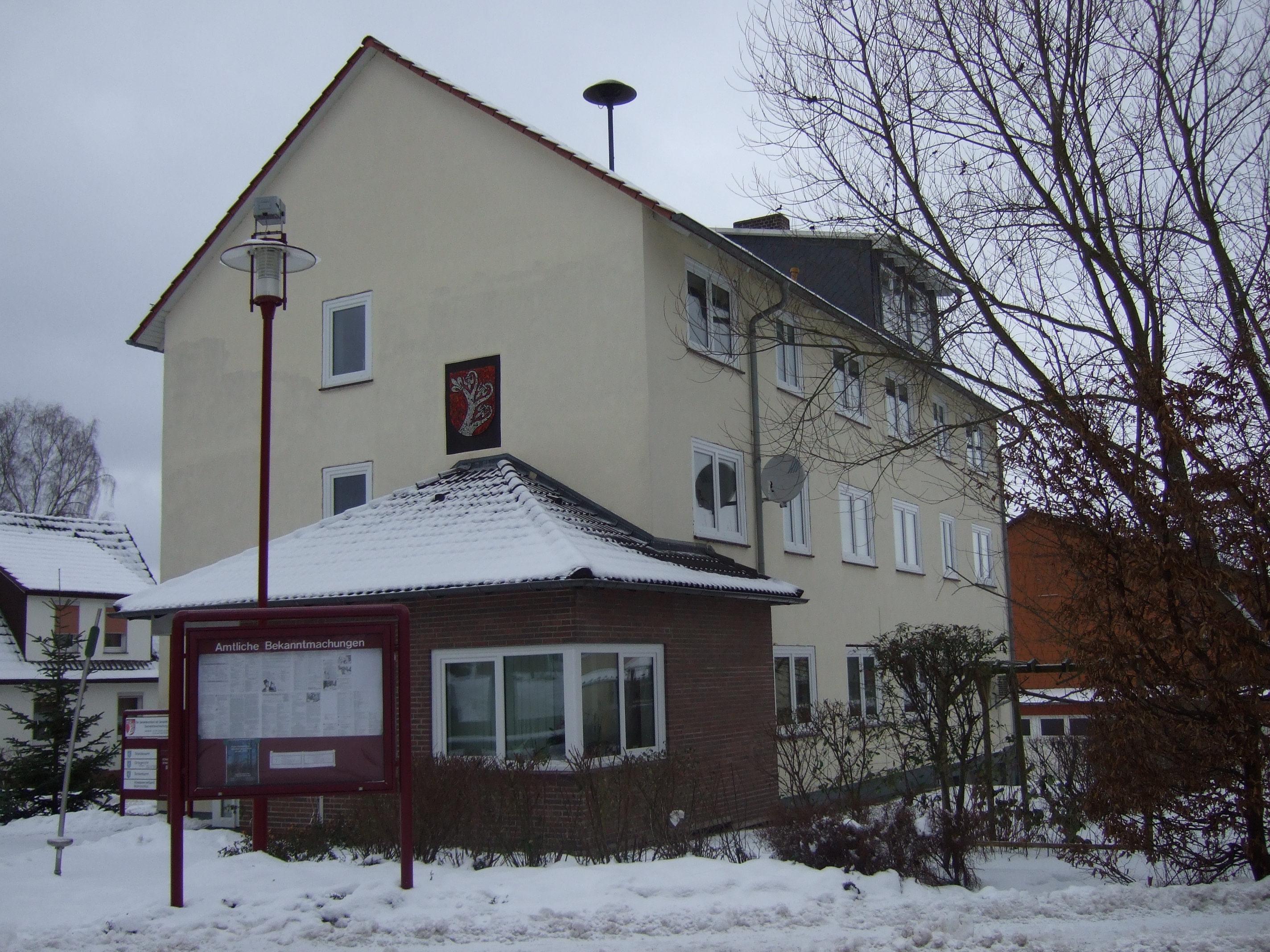
Bürgermeisteramt Söhrewald im Ortsteil Wellerode

Die Gemeinde Söhrewald besteht aus den Ortsteilen Eiterhagen, Wattenbach und Wellerode. Verwaltungssitz der Gemeinde ist Wellerode.

## Geschichte
Die Gemeinde entstand am 1. Dezember 1970 im Zuge der Gebietsreform in Hessen durch den freiwilligen Zusammenschluss der Gemeinden Eiterhagen, Wattenbach und Wellerode.
Der waldbedeckte Höhenzug der Söhre, der der neuen Gemeinde ihren Namen gab, erstreckt sich vom Ostufer der Fulda bis zum Stiftswald.
Die Söhre ist ein altes Siedlungsgebiet. Ihr Name leitet sich ab von „soor“ oder „sör“ und bedeutet „trocken“. So mangelte es den ersten Ansiedlern auf den ausgedehnten Hochflächen oft an Wasser, und sie waren bald wieder zur Aufgabe ihrer Rodungen gezwungen. Eine dieser aufgegebenen Siedlungen hieß seit dem 19. Jahrhundert Stückkirchen. Die Siedlung Hessenhain bzw. Hessenhagen ist vermutlich nach dem Seuchenzug, dem „Schwarzen Tod“, zwischen 1347 und 1352 aufgegeben worden. Nur die Ruine der „Hessenhainer Kirche“ zeugt noch als sichtbares Zeichen von der alten Besiedlung und ist mit dem „Glockenborn“ heute noch Wanderziel vieler Ausflügler.
Wellerode, Wattenbach und Eiterhagen, in den Tälern des Fahrenbaches, des Wattenbaches und der Mülmisch gelegen, boten ihren Bewohnern genügend Wasser. Ansonsten fanden die Menschen dort nur ein karges Auskommen, denn die Felder der kleinen, hängigen Rodungsgemarkung sind wenig fruchtbar. So war man gezwungen, auch den Wald für den Lebensunterhalt zu nutzen. Lange Zeit hatten diese Bewohner in ihm das Huterecht. Der Wald bot ihnen außerdem Holz, Beeren und Pilze. Frauen und Kinder sorgten für bescheidene Nebeneinnahmen. Allein die Gemarkung Wellerode hatte 3560 ha Wald und nur 461 ha Feldflur. So fanden viele Bewohner der Söhredörfer ihr Auskommen als Waldarbeiter und „Kulturfrauen“.
Das Jagdrecht durften sie allerdings nicht ausüben. Das war in damaliger Zeit den adeligen Herren vorbehalten. Die wildreichen Wälder waren oft Schauplatz prunkvoller Treibjagden hessischer Landgrafen. Auch Jerome, der „König Lustik“, kam wahrscheinlich einmal in die Söhre, um zu jagen. Schon in der Vergangenheit hatten die drei Söhredörfer einiges Gemeinsam. Ihre ersten urkundlichen Nachweise lassen sich etwa auf die Wende vom 13. zum 14. Jahrhundert festlegen.
Eine schriftliche Lehensübergabe aus dem Jahr 1351 ist Grundlage für die mehr als 600-jährige Geschichte des Dorfes Wellerode.
Alle drei Söhregemeinden unterstanden dem „Amt“ Oberkaufungen. So mancher Bewohner musste „auf Schusters Rappen“ über den „Amtspfad“ durch die Wälder der Söhre und des Stiftswaldes zur hohen Obrigkeit marschieren.
Die Entwicklung der Söhredörfer litt unter ihrer Weltabgeschiedenheit. Die schlechten Verkehrsverhältnisse beließen sie auf der Stufe von Kleinsiedlerdörfern. Die karge Landwirtschaft und der Wald blieben über Jahrhunderte die Lebensgrundlage ihrer Bewohner.
Der große Umbruch wurde erst mit dem Bau der Söhrebahn in den Jahren 1911/1912 eingeleitet. Mit ihrer Inbetriebnahme konnten die Arbeitsplätze in Kassel schneller und bequemer erreicht werden. Bessere Ausbildung und mehr Berufsmöglichkeiten wurden den Bewohnern der Söhredörfer damit geboten. Bescheidener Wohlstand kam in die Familien. So mancher konnte sich den Wunsch nach einem eigenen Häuschen erfüllen.
Jetzt war es auch möglich, die heimischen Basalt- und Braunkohlevorkommen besser zu erschließen und intensiver zu nutzen, da die Söhrebahn für den reibungslosen Transport sorgte. Damit wuchs auch die Zahl der Arbeitsplätze in heimischer Umgebung. So wurde vor allem Wattenbach mit der Zeche Stellberg zu einem Bergmannsdorf. Die Bergmannstradition wird bis zum heutigen Tag gepflegt. Bei örtlichen Veranstaltungen kann man Bergleute in ihren Umformen bewundern. In der Bedeutung gleichrangig mit dem Braunkohlebergbau war die Arbeit in den Basaltbrüchen der Söhre. 1927 waren 350 Arbeiter in den verschiedenen Brüchen in der Söhre beschäftigt. Diese Arbeitsplätze bestehen heute nicht mehr. Mittelständische Gewerbe- und Handwerksbetriebe sind zwar noch vorhanden, doch der weitaus größere Teil der Erwerbstätigen Söhrewalds hat seinen Arbeitsplatz in Kassel oder im näheren Umland.
Eine Besonderheit war eine rund 8 km lange Seilbahn durch das Tal der Mülmisch bei Empfershausen vom Basaltbruch Ölberg zur Bahnverladung nach Körle. 1971 wurde der Betrieb der Seilbahn eingestellt. Seitdem wird der Basaltschotter per LKW transportiert. Nachdem die Bahnverladung in Körle eingestellt wurde, erfolgt der Transport per LKW durch Melsungen bis zur Verladung auf die Schiene in Felsberg-Gensungen. Eine Erweiterung erfolgte 2014 mit einem Asphaltwerk auf dem Gelände des Ölbergs. Insbesondere der Asphalt für den Ausbau der A 44 wurde hier hergestellt.
Die Söhrebahn wurde im Jahre 1966 eingestellt. Der Busverkehr auf der Straße hat ihre Aufgabe übernommen. Doch die meisten Berufstätigen aus Söhrewald fahren wie die anderen Umlandbewohner der Stadt Kassel mit ihrem eigenen Auto zum Arbeitsplatz.
Söhrewald ist zu einer Arbeitnehmerwohnsitzgemeinde geworden. Ihr Kapital ist die unversehrte Waldlandschaft. Inzwischen ist die Zahl der Bürger auf 5300 angewachsen.

## Politik

### Gemeindevertretung
Die Kommunalwahl am 14. März 2021 lieferte folgendes Ergebnis, in Vergleich gesetzt zu früheren Kommunalwahlen:
| Gemeindevertretung – Kommunalwahlen 2021                                                                                            | Gemeindevertretung – Kommunalwahlen 2021                     |
| --- | ------------------------------------------------------------ |
| Stimmanteil %80706050403020100 52,9 (−18,2)29,3 (+0,4)17,8 (n. k.) SPDUNSbCDU20162021Anmerkungen:b Unabhängig und Neu für Söhrewald | SitzverteilungInsgesamt 23 Sitze - SPD: 12 - UNS: 7 - CDU: 4 |

| Parteien und Wählergemeinschaften | Parteien und Wählergemeinschaften           | % 2021 | Sitze 2021 | % 2016 | Sitze 2016 | % 2011 | Sitze 2011 | % 2006 | Sitze 2006 | % 2001 | Sitze 2001 |
| SPD                               | Sozialdemokratische Partei Deutschlands     | 52,9   | 12         | 71,1   | 16         | 63,4   | 15         | 68,4   | 21         | 68,4   | 21         |
| UNS                               | Unabhängig und Neu für Söhrewald            | 29,3   | 7          | 28,9   | 7          | —      | —          | —      | —          | —      | —          |
| CDU                               | Christlich Demokratische Union Deutschlands | 17,8   | 4          | —      | —          | 15,3   | 3          | 19,4   | 6          | 17,2   | 5          |
| Grüne                             | Bündnis 90/Die Grünen                       | —      | —          | —      | —          | 12,6   | 3          | 5,9    | 2          | 8,5    | 3          |
| FDP                               | Freie Demokratische Partei                  | —      | —          | —      | —          | 8,7    | 2          | 6,2    | 2          | 5,9    | 2          |
| Gesamt                            | Gesamt                                      | 100,0  | 23         | 100,0  | 23         | 100,0  | 23         | 100,0  | 31         | 100,0  | 31         |
| Wahlbeteiligung in %              | Wahlbeteiligung in %                        | 54,3   | 54,3       | 55,8   | 55,8       | 51,6   | 51,6       | 50,9   | 50,9       | 59,7   | 59,7       |

### Bürgermeister
Nach der hessischen Kommunalverfassung wird der Bürgermeister für eine sechsjährige Amtszeit gewählt, seit dem Jahr 1993 in einer Direktwahl, und ist Vorsitzender des Gemeindevorstands, dem in der Gemeinde Söhrewald neben dem Bürgermeister ehrenamtlich ein Erster Beigeordneter und fünf weitere Beigeordnete angehören. Bürgermeister ist seit dem 1. September 2022 Ralf Eberwein (SPD). Er wurde als Nachfolger von Michael Steisel (SPD), der nach drei Amtszeiten nicht mehr kandidiert hatte, am 20. März 2022 im ersten Wahlgang bei 56,62 Prozent Wahlbeteiligung mit 55,32 Prozent der Stimmen gewählt.
Amtszeiten der Bürgermeister
- 2022–2029 Ralf Eberwein (SPD)[11]
- 2004–2022 Michael Steisel (SPD)[12]
- 1992–2004 Horst Bachmann (SPD) (1928–2019)[15]
- 1990–1992 Günter Burghardt (SPD) (Amtsantritt 1. April 1990, ausgeschieden 30. Juni 1992 nach Wahl zum Bürgermeister von Kaufungen)
- 1979–1990: Manfred Heller (SPD) (Amtsantritt 1979, ausgeschieden 31. Januar 1990 nach Wahl zum Bürgermeister von Erlensee)[16]
- 1971–1979 Ernst Apel (SPD) (Amtsantritt 1. Juli 1971, ausgeschieden im Februar 1979 nach Dienstenthebung und Abwahl; ab 6. März 1979 leitete Friedrich Kuhnert die Gemeindeverwaltung als Staatsbeauftragter.)
- 1970–1971 Nikolaus Mendel (SPD)

### Wappen
| Wappen von Söhrewald | Blasonierung: „In Rot eine silberne Hirschstange, deren Enden in Lilien auslaufen.“ |
| Wappen von Söhrewald | Wappenbegründung: Die Söhrewälder Gemeindevertretung beschloss einstimmig am 18. Oktober 1972 das Wappen der ehemaligen Gemeinde Wellerode für die 1971 neugebildete Großgemeinde Söhrewald zu übernehmen. Als Grundlage des Wappens diente das Wappen der einst einflussreichen niederhessischen Adelsfamilie von Elben, das in Form eines Siegels auch an der Urkunde aus dem Jahre 1351 zu sehen ist, in der Wellerode erstmals urkundlich erwähnt wird. Das Wappen wurde am 31. Januar 1973 durch das Hessische Ministerium des Innern genehmigt. |

### Sport/Freizeit
- Waldschwimmbad im Ortsteil Wattenbach. Beheiztes Freibad, seit 2014 durch den Förderverein Waldschwimmbad Wattenbach e. V. betrieben
- Söhrekampfbahn in Wellerode
- Wanderweg Premiumweg P24 Söhrewald
- Eco-Pfad Bergbau in der Söhre

## Bildung
Grundschule in Wellerode